# Ctenomys knighti
El tuco-tuco catamarqueño (Ctenomys knighti) es una especie de roedor histricomorfo de la familia Ctenomyidae, endémica de Argentina.

## Fuente
- Baillie, J. 1996. Ctenomys knighti. 2006 IUCN Lista Roja de Especies Amenazadas; consultado el 29 de julio de 2007.